# 당근과 채찍
당근과 채찍(영어: carrot and stick)은 원하는 행동을 유도하기 위해 보상과 체벌을 통합하여 사용하는 것을 은유적으로 표현하는 말이다. 당근은 보상을, 채찍은 체벌을 의미한다. 
말을 잘 길들일려면 당근과 채찍을 잘 활용해야 된다는 말에서 유래되었다. 말에게 원하는 행동을 유도하기 위해서는 당근만으로나 채찍만으로는 안 되고, 두 가지를 적절히 섞어 활용해야 한다는 것이다.
정치에서, 이 표현은 부드러운 권력과 강경한 권력의 현실주의자적인 개념으로 뜻하기도 한다.  즉, 당근은 국가간의 경제적 또는 외교적인 약속을 말하면서도 채찍은 군사적인 행동으로 위협을 뜻한다.

## 같이 보기
- 조작적 조건화